# Podsreda
Podsreda – wieś w Słowenii, w gminie Kozje. W 2018 roku liczyła 161 mieszkańców.
We wsi znajduje się Zamek Podsreda.